# Корнеліу Теодоріні
Корнеліу Теодоріні (рум. Corneliu Teodorini; 18 вересня 1893, Крайова — 10 липня 1976, Бухарест) — румунський військовий діяч, учасник Другої світової війни. Дивізійний генерал. Кавалер Лицарського хреста Залізного хреста з дубовим листям.

## Біографія
Учасник Першої світової війни.
У 1941 — командир 1-го кавалерійського полку каларашів.
З 28 жовтня 1941 командувач 8-ї кавалерійської бригади (з 15 березня 1942 дивізії). Учасник бойових дій в Україні. У листопаді 1941 нагороджений Залізним хрестом 2-го класу.
З 9 травня 1942 начальник секції пропаганди Генштабу.
З 16 жовтня 1942 командувач 6-ї кавалерійської дивізії. 8 лютого 1943 нагороджений орденом Міхая Хороброго 3-го ступеня, а 11 лютого — Залізним хрестом 1-го класу. 27 серпня 1943 нагороджений Лицарським хрестом. 2 жовтня 1943 підвищений до бригадного генерала.
8 грудня 1943 року одержав Дубові гілки до Лицарського хреста і відзначений у Вермахтберіхті.
З 22 квітня по 4 травня 1944 року дивізія командував полковник Йоан Гаспар.
25 липня 1944 року призначений командувачем 8-ї бронетанкової (з вересня 1944 моторизованої) дивізії.
3 листопада 1944 року переведений на роботу в міністерство оборони. Директор кавалерійського департаменту. З 1945 у відставці.
Після закінчення війни прийняв чернечий постриг і пішов в монастир.

## Нагороди
- Залізний хрест
  - 2-го класу (листопад 1941)
  - 1-го класу (11 лютого 1943)
- Орден Михая Хороброго
  - 3-го класу (8 лютого 1943)
  - 2-го класу (20 грудня 1943)
- Лицарський хрест Залізного хреста з дубовим листям
  - Лицарський хрест (27 серпня 1943)
  - Дубове листя (8 грудня 1943)
- Відзначений у Вермахтберіхт
  - «В Криму частини 6-ї румунської кавалерійської дивізії (під командуванням кавалера Лицарського хреста генерал-лейтенанта Теодоріні) за підтримки німецької артилерії та штурмових гармат, а також німецьких, румунських і хорватських повітряних сил розбили ворожий плацдарм на південь від Керчі. За 3 дні важких боїв радянські війська були знищені, близько 2000 солдатів взяті у полон.» (8 грудня 1943)